# Lypha invasor
Lypha invasor är en tvåvingeart som först beskrevs av Henry J. Reinhard 1962.  Lypha invasor ingår i släktet Lypha och familjen parasitflugor.
Artens utbredningsområde är Kalifornien. Inga underarter finns listade i Catalogue of Life.